# Élections fédérales australiennes de 1901
Les élections fédérales australiennes de 1901, visant à élire le premier Parlement d'Australie, ont lieu les 29 et 30 mars 1901 à la suite de la création du Commonwealth d'Australie. Les élections aboutissent à une victoire du Parti protectionniste d'Edmund Barton qui remporte 31 des 75 sièges de la Chambre des représentants, lui permettant de former un gouvernement minoritaire avec l'aide des partis travaillistes nationaux qui remportent 14 sièges, envoyant le Parti pour le libre-échange de George Reid, avec 28 sièges, dans l'opposition. L'événement est important, servant de modèle pour affiner les règles des futures élections fédérales. Beaucoup des élus vont ainsi décider de l'organisation pratique du système démocratique parlementaire australien et du protocole qui entre en vigueur à ce moment-là et valable encore aujourd'hui.

## Résultats

### Chambre des représentants (1901-1903)
| Parti | Parti                          | Voix       | %     | Variation | Sièges | +/- |
| ----- | ------------------------------ | ---------- | ----- | --------- | ------ | --- |
|       | Parti protectionniste          | 185 943    | 36,75 | *         | 31     | *   |
|       | Parti pour le libre-échange    | 151 960    | 30,03 | *         | 28     | *   |
|       | Partis travaillistes nationaux | 79 736     | 15,76 | *         | 14     | *   |
|       | Indépendants                   | 8 384      | 1,66  | *         | 2      | *   |
|       | Autres                         | 79 949     | 15,80 | *         | 0      | *   |
| Total | Total                          | 505 972    |       |           | 75     |     |
|       | Protectionnistes/Travaillistes | Majorité   |       |           | 45     |     |
|       | Parti pour le libre-échange    | Opposition |       |           | 28     |     |

NB : 6 députés élus sans opposition

### Sénat (1901-1903)
| Parti | Parti                          | Voix      | %     | Variation | Sièges gagnés | Sièges détenus |
| ----- | ------------------------------ | --------- | ----- | --------- | ------------- | -------------- |
|       | Parti protectionniste          | 1 197 723 | 44,86 | *         | 11            | 11             |
|       | Parti pour le libre-échange    | 1 053 012 | 39,44 | *         | 17            | 17             |
|       | Partis travaillistes nationaux | 360 494   | 13,50 | *         | 8             | 8              |
|       | Indépendants                   | 58 679    | 2,20  | *         | 0             | 0              |
| Total | Total                          | 2 669 908 |       |           | 36            | 36             |